# Албрехт фон Алвенслебен
Албрехт фон Алвенслебен (на немски: Albrecht Graf von Alvensleben) е граф от род Алвенслебен (1798; 1758 до 1826), от 1794 до 1858 г. член на Провинциалното събрание на провинция Саксония, член на комуналното събрание на Алтмарк, кралски-пруски таен държавен и финансов министър (1835 – 1842), от 1854 г. член на Пруския държавен съвет.

## Биография
Роден е на 23 март 1794 в Халберщат, Кралство Прусия.Той е син на граф Йохан Август Ернст фон Алвенслебен (1758 – 1827) и съпругата му Доротея София Фридерика Каролина фон Рор (1771 – 1816), дъщеря на кралския пруски генерал-майор Албрехт Ерентрайх фон Рор (1720 – 1800) и Агнес София Августа фон Алвенслебен (1743 – 1806).
През 1811 г. на 17-годишна възраст Албрехт фон Алвенслебен започва да следва право в новооснования университет в Берлин. През 1813 г. прекъсва следването си, за да участва в освободителните войни. След войната той продължава следването си и след изпитите през 1817 г. започва служба в Берлинския камерен съд. През 1826 г. става съветник в камерния съд. Напуска след смъртта на баща му държавната служба, за да управлява фамилното имение Еркслебен II. През 1831 г. кралят го прави таен правен съветник в Министерството на правосъдието.
През 1834 г. Албрехт фон Алвенслебен представя Прусия на Виенския конгрес. Там той съветва с Метерних за борбата с революционните и демократични движения. От 1835 до 1842 г. той е пруски финансов министър.
Албрехт фон Алвенслебен умира неженен и бездетен на 2 май 1858 г. в Берлин на 64 години. С него умира „черната линия“ на рода му.